# Underwater Sunshine (Or What We Did on Our Summer Vacation)
Underwater Sunshine (Or What We Did On Our Summer Vacation) è il sesto album discografico in studio del gruppo musicale rock statunitense Counting Crows, pubblicato nel 2012. Si tratta di un disco di cover in cui canta Adam Duritz.

## Tracce
1. Untitled (Love Song) (The Romany Rye) – 5:07
2. Start Again (Teenage Fanclub) – 3:33
3. Hospital (Coby Brown) – 3:08
4. Mercy (Tender Mercies) – 3:31
5. Meet on the Ledge (Fairport Convention) - 3:37
6. Like Teenage Gravity (Kasey Anderson) – 5:10
7. Amie (Pure Prairie League) – 4:33
8. Coming Around (Travis) – 2:59
9. Ooh La La (The Faces) – 4:37
10. All My Failures (Dawes) – 4:37
11. Return of the Grievous Angel (Gram Parsons) – 4:22
12. Four White Stallions (Tender Mercies) – 4:00
13. Jumping Jesus (Sordid Humor) – 3:04
14. You Ain't Going Nowhere (Bob Dylan & The Byrds) – 4:19
15. The Ballad of El Goodo (Big Star) – 4:52

bonus track iTunes
1. Borderline (Madonna) – 4:18
2. Girl from the North Country (Bob Dylan) - 5:52